# Slip Away
Pour plus de détails, voir Fiche technique et Distribution.
Slip Away est un court métrage américain réalisé par Tina Scorzafava, sorti en 2011. 
Le scénario est inspiré d'une histoire vécue par la scénariste, Michelle Bonilla.

## Synopsis
Selena et Jane, lutte pour trouver l'amour parfait malgré la drogue qui apporte du bonheur artificiel.

## Fiche technique
- Titre original : Slip Away
- Réalisation : T.M. Scorzafava
- Scénario : Michelle Bonilla
- Photographie : Hilda Mercado
- Décors : Meranda Walden
- Montage : Russell Eaton
- Musique : Arles Estes
- Production : Michelle Bonilla, Jett Garrison et T.M. Scorzafava
- Société de production : Soul Arts Productions
- Pays de production :  États-Unis
- Langue originale : Anglais
- Format : Couleur
- Genre : Drame
- Durée : 20 min
- Date de sortie :  États-Unis : 30 avril 2011

## Distribution
- Lauren Birriel : Selena
- Michelle Bonilla : Jane
- Wilson Cruz : David
- Jett Garrison : la DJ du club
- Thea Gill : Linda
- April Grace : Paula
- Hal Sparks : Seth

## Distinctions
- 2011 : Fort Worth Gay and Lesbian International Film Festival - Q Award
- 2011 : Mexico City International Film Festival (en) - Bronze Palm Award[2]